# Martin (Dakota du Sud)
Pour les articles homonymes, voir Martin.
La ville de Martin est le siège du comté de Bennett, situé dans l’État du Dakota du Sud, aux États-Unis. Elle comptait 1 071 habitants au recensement de 2010.

## Histoire
Fondée en 1911, la ville est nommée en l'honneur du représentant Eben Martin (en). La municipalité s'étend sur 0,53 mille carré (1,37 km2).

## Démographie
| 1930 | 1940  | 1950 | 1960  | 1970  | 1980  |
| ---- | ----- | ---- | ----- | ----- | ----- |
| 720  | 1 013 | 989  | 1 184 | 1 248 | 1 018 |

| 1990  | 2000  | 2010  | - | - | - |
| ----- | ----- | ----- | - | - | - |
| 1 151 | 1 106 | 1 071 | - | - | - |